# Sandelia bainsii
Sandelia bainsii (tên tiếng Anh: Eastern Province rocky) là một loài cá thuộc họ Anabantidae. Nó là loài đặc hữu của Nam Phi.